# Gratinado

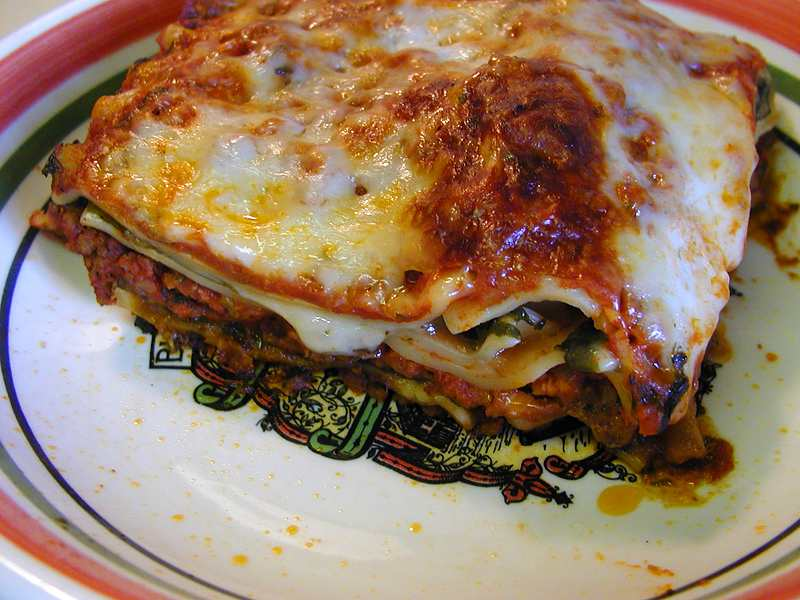
Plato de lasaña - Imagen típica del gratinado.

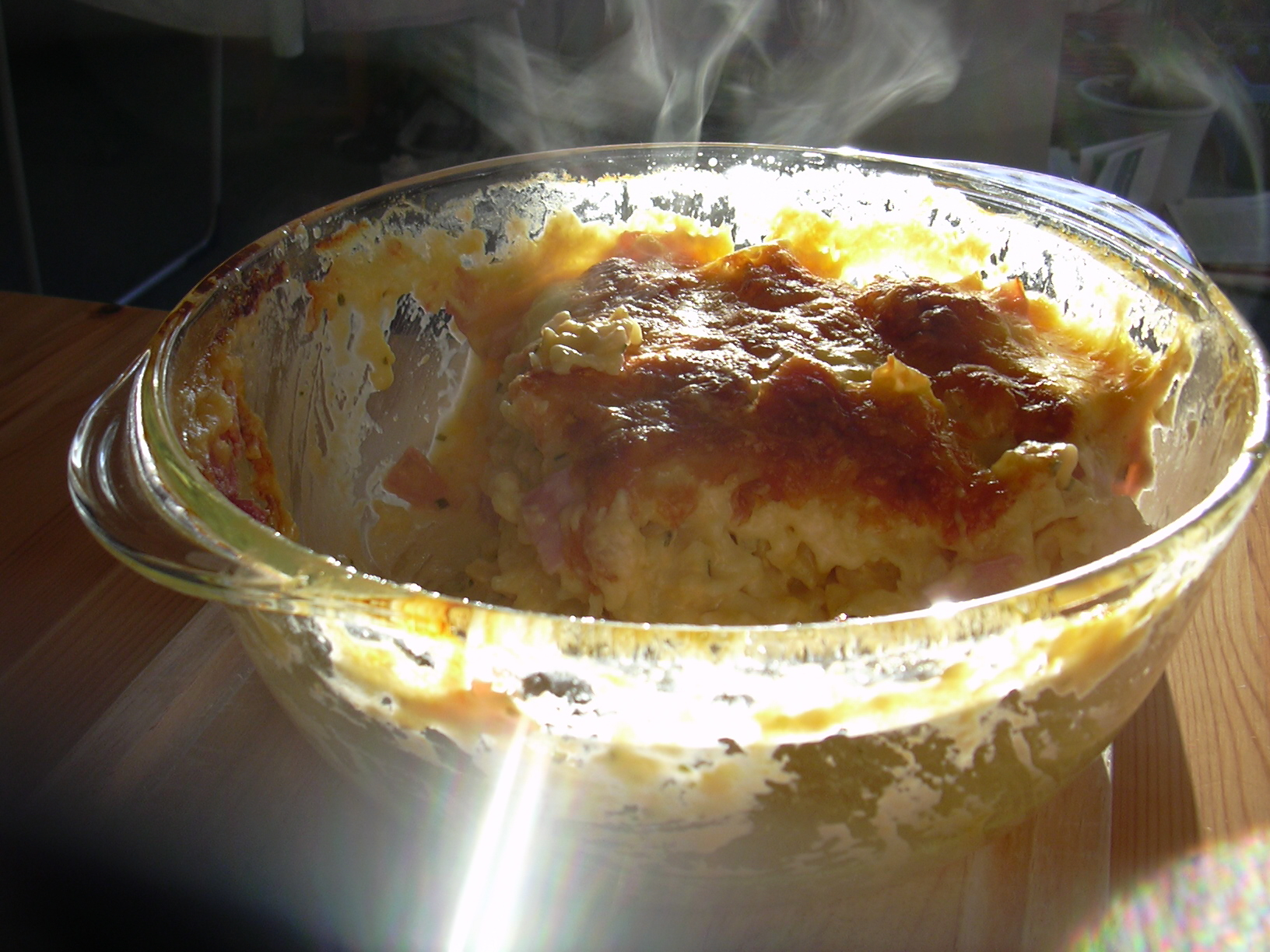
Gratinado de fideos con carne.

El gratinado es una técnica culinaria aplicada sobre alimentos generalmente cocinados al horno. La técnica consiste en exponer la capa externa del alimento a una fuente intensa de calor con el objetivo de que se ponga crujiente y dorada. La finalidad del gratinado es la de elaborar una capa externa que proteja y mantenga al alimento cocinado en sus aromas.

## Características
Generalmente se aplica el gratín a los alimentos añadiendo en su capa más externa queso rallado, pan rallado, migas de pan, puré de patatas, bechamel, etc.. La palabra proviene del francés gratter que significa rascar, porque el origen de la palabra designaba la costra que forman los alimentos cocinados en las paredes y el fondo de las cazuelas o fuentes y que se quita rascando.
El gratinado posee un color dorado gracias a la reacción de Maillard que se produce en su superficie debido en parte a la combinación de hidratos de carbono y proteínas procedente de los ingredientes. En algunos casos de alta cocina se suelen emplear sopletes de cocina para hacer esta operación de gratén.

## Ejemplos de platos gratinados
- - Cocina alemana - Flammkuchen
- - Cocina canadiense - Paté chinois
- - Cocina chilena - Chupe chileno, machas a la parmesana.
- - Cocina francesa - Gratin dauphinois, Tartiflette, Sopa de cebolla (versión de cebolla)
- - Cocina griega - Moussaka
- - Cocina Italiana - Canelones (comida), Lasaña, pizza (opcional)
- - Cocina Inglesa - Shepherd's pie
- - Cocina mexicana - enchiladas gratinadas
- - Cocina peruana - Pastel de papa arequipeño, rocoto relleno.